# 최인호의 병태만세
"최인호의 병태만세"는 1980년에 개봉한 대한민국의 영화이다.

## 캐스팅
- 엄인태 : 김병태 역
- 정한용
- 이미영
- 김만
- 홍승일
- 서대동
- 김효천
- 박세준
- 조서희
- 박주연
- 국정수
- 조정수
- 엄호미